# Centro Cultural José Martí
El Centro Cultural José Martí es un espacio cultural en la zona centro de la Ciudad de México en donde se tiene acceso público a biblioteca, exposiciones, talleres y conciertos.

## Instalaciones
El Centro Cultural José Martí fue inaugurado el 27 de mayo de 1976 a las afueras del metro Hidalgo, frente a la Alameda Central de la Ciudad de México.
Cuenta con una sección de biblioteca, sala de usos múltiples y área de exposición y una explanada. En dicha explanada se encuentra una escultura de José Martí que fue elaborada por el famoso escultor monumentalista mexicano Ernesto Tamariz.

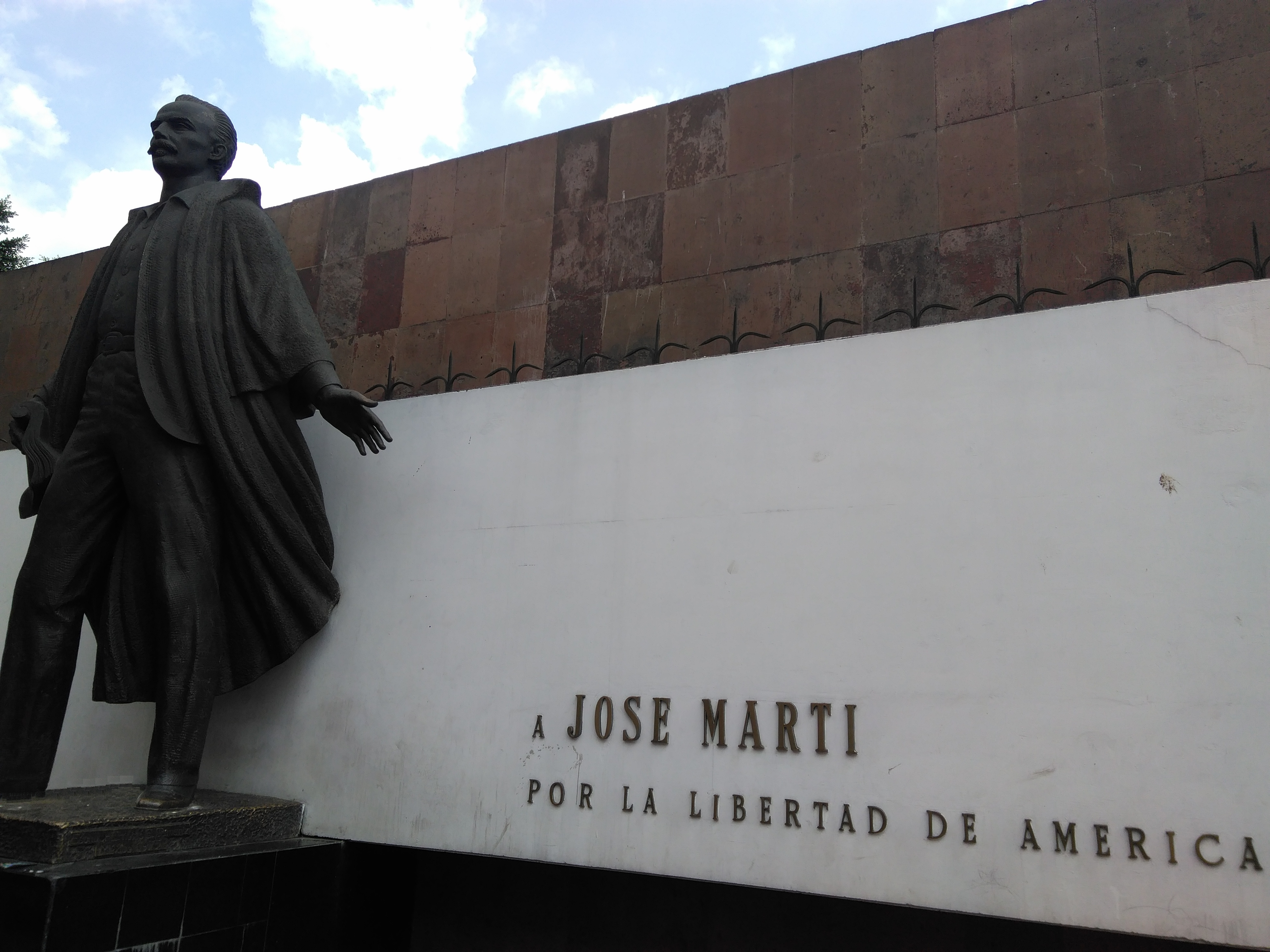
Apóstol José Martí

## Actividades
El centro cultural cuenta continuamente con actividades:
- Talleres de idiomas nahuatl, ñahñu,
- Construcción de Alebrijes
- Teatro
- Guitarra
- Ajedrez
- Poesía
- Danza
- Presentación de libros
- Actividades infantiles
- Funciones de cine
- Libroclubs
- Exposiciones